# Arthur Francis Hemming
Pour les articles homonymes, voir Hemming.
Arthur Francis Hemming (9 février 1893 - 20 février 1964) est un entomologiste britannique.

## Biographie
Cet éminent systématicien est, de 1937 à 1958, secrétaire de la Commission internationale de nomenclature zoologique.
Né le 9 février 1893 dans le quartier de Kensington à Londres, fils d'Arthur George Hemming (1866-1951) et de son épouse Celia Ursula Helen, née Watson (1868-1946).
Il reçoit son éducation à Rugby et au Collège Corpus Christi à Oxford. Il sert en France pendant la Première Guerre mondiale en tant que second lieutenant dans le 3e Bataillon du régiment du Duc de Wellington et est promu capitaine en 1916. Sévèrement blessé en juillet 1916, il rentre en Angleterre.
En décembre 1918, il commence sa carrière au sein de l'administration britannique. Il est nommé fonctionnaire du département du Trésor en décembre 1919. Il est secrétaire adjoint du chancelier de l'Échiquier (J. Austen Chamberlain) de janvier à novembre 1920 et secrétaire privé du secrétaire d'État pour l'Irlande (Sir Hamar Greenwood) de 1920 à 1922.
Son fils, Christopher Hemming est un spécialiste reconnu des sauterelles africaines.

## Liste partielle des publications
- Hemming, A.F. (1929). Notes on the generic names of the Holarctic Lycaenidae (Lep. Rhop.). Ann. Mag. Nat. Hist. 10 (3): 217-245
- Hemming, F. (1933). On the types of certain butterfly genera. Entomologist 66 : 196-200
- Hemming, F. (1933). Additional notes on the types of certain butterfly genera. Entomologist 66 : 222-225
- Hemming, F. (1934). Revisional notes on certain species of Rhopalocera (Lepidoptera). Stylops 3 : 193-200
- Hemming, F. (1934). The Generic Names of the Holarctic Butterflies. London : British Museum Vol. 1 (1758-1863), p. viii + 3-184
- Hemming, F. (1934). Notes on nine genera of butterflies. Entomologist 67 : 37-38
- Hemming, F. (1934). New names for three genera of Rhopalocera. Entomologist 67 : 77
- Hemming, F. (1935). Notes on certain genera and species of Papilionidae (Lepidoptera). Entomologist 68 : 39-41
- Hemming, F. (1935). Notes on seventeen genera of Rhopalocera. Stylops 4 : 1-3
- Hemming, F. (1935). Note on the genotypes of three genera of Rhopalocera represented in the fauna of Abyssinia. 374 (App. 1), 434-436 in Carpenter, G.D.H. The Rhopalocera of Abyssinia a faunistic study. Trans. R. Entomol. Soc. Lond. 83 : 313-447
- Hemming, F. (1937). Hübner : a Bibliographical and Systematic Account of the Entomological Works of Jacob Hübner and of the Supplements thereto by Carl Geyer, Gottfried Franz von Frölich and Gottlieb August Wilhelm Herrich-Schäffer. London : Royal Entomological Society of London Vol. 1 : xxxiv + 605 p.
- Hemming, F. (1937). Hübner: a Bibliographical and Systematic Account of the Entomological Works of Jacob Hübner and of the Supplements thereto by Carl Geyer, Gottfried Franz Von Frölich and Gottlieb August Wilhelm Herrich-Schäffer. London : Royal Entomological Society of London Vol. 2 : ix + 274 p.
- Hemming, F. (1937). Changes in the genotypes of, or in the priority to be accorded to, eleven genera of Lepidoptera, Rhopalocera, consequent upon the determination of the dates of publication of the entomological works of Jacob Hübner. Proc. R. Entomol. Soc. Lond. (B) 6 : 149-153
- Hemming, F. (1939). Notes on the generic nomenclature of the Lepidoptera Rhopalocera I. Proc. R. Entomol. Soc. Lond. (B) 8 (7) : 133-138
- Hemming, F. (1941). The dates of publication of the several portions of Doubleday, E. Genera of Diurnal Lepidoptera, and the continuation thereof by Westwood, J.O. J. Soc. Bibliogr. Nat. Hist. 1 (11) : 335-412
- Hemming, F. (1941). The types of genera established by Doubleday, (E.) in the Genera of Diurnal Lepidoptera, and by Westwood, (J.O.) in the continuation thereof. J. Soc. Bibliogr. Nat. Hist. 1 (11) : 413-446
- Hemming, F. (1941). The dates of publication of the specific names first published in Doubleday, (E.) Genera of Diurnal Lepidoptera, and in the continuation thereof by Westwood, (J.O.). J. Soc. Bibliogr. Nat. Hist. 1 (11) : 447-464
- Hemming, F. (1943). Notes on the generic nomenclature of the Lepidoptera Rhopalocera, II. Proc. R. Entomol. Soc. Lond. (B) 12 (2) : 23-30
- Hemming, F. (1945). Hewitson (W.C.), Illustr. New Spec. Exot. Butterflies: supplementary note on the composition and dates of publication of certain parts. J. Soc. Bibliogr. Nat. Hist. 2 (2) : 51-53
- Hemming, F. (1960). Annotationes Lepidopterologicae. Pts 1-2. London : Hepburn & Sons : 1-72
- Hemming, F. (1964). Annotationes Lepidopterologicae. Pts 3-5. London : Hepburn & Sons : [73] + 180 + vii
- Hemming, F. (1965). Telicota Moore, [1881] (Insecta, Lepidoptera, Hesperiidae): proposed designation of a type-species under the plenary powers. Z.N.(S.) 1684. Bull. Zool. Nomencl. 22 (1) : 79
- Hemming, F. (1967). The generic names of the butterflies and their type-species (Lepidoptera: Rhopalocera). Bull. Br. Mus. (Nat. Hist.) Entomol. (Suppl.) 9 : 1-509